# Alfred Hummler
Alfred Hummler (* 9. Mai 1915 in Arbon; † 10. Dezember 2010 in St. Gallen) war ein Schweizer Politiker (FDP).

## Biografie
Der Sohn eines Apothekers studierte Staatswissenschaften an den Universitäten Zürich und Bern und promovierte 1943. Er arbeitete beim Eidgenössischen Statistischen Amt, beim Institut für Aussenwirtschaft der Hochschule St. Gallen und beim Kaufmännischen Directorium St. Gallen. Von 1962 bis 1968 war er Direktor in der Zementindustrie.
Von 1954 bis 1968 gehörte Hummler dem Grossen Rat des Kantons St. Gallen an; weiter stand er dem dortigen Handels- und Industrieverein sowie dem Fremdenverkehrsverband vor. 1968 wurde er zum Stadtammann von St. Gallen gewählt und übte dieses Amt bis 1980 aus. Er setzte sich für die Reduktion der Zentrumslasten der Stadt ein. Auch förderte er Bildung und Kultur, namentlich das Stadttheater, und leitete bis 1976 den Universitätsrat. Nach seinem Rückzug aus der Politik verfasste er «Gallusstadt 1981», ein Leitbild für die Entwicklung von St. Gallen.
Von 1963 bis 1971 gehörte Hummler dem Nationalrat an. Er war zusammen mit Ständerat Ulrich Luder wesentlich mitverantwortlich für die Einführung des obligatorischen Staatsvertragsreferendums und mit Bundesrat Hans Schaffner für die Gründung der EFTA.
Hummler erreichte in der Schweizer Armee den Rang eines Majors. Er leistete im Zweiten Weltkrieg Aktivdienst und diente nach dem Krieg als Truppenkommandant.
Sein Sohn Konrad Hummler ist Privatbankier.

## Werke (Auswahl)
- Die volkswirtschaftliche Bedeutung des Waldes und die volkswirtschaftliche Beurteilung der Waldrodungsfrage. Bern: Eicher & Roth 1944. (Dissertation).
- Freiheit und Bindung in der schweizerischen Wirtschaftspraxis. Zürich: Wirtschaftsförderung 1958. (Stimmen zur Staats- und Wirtschaftspolitik; Heft 10).